# Rona Hartner

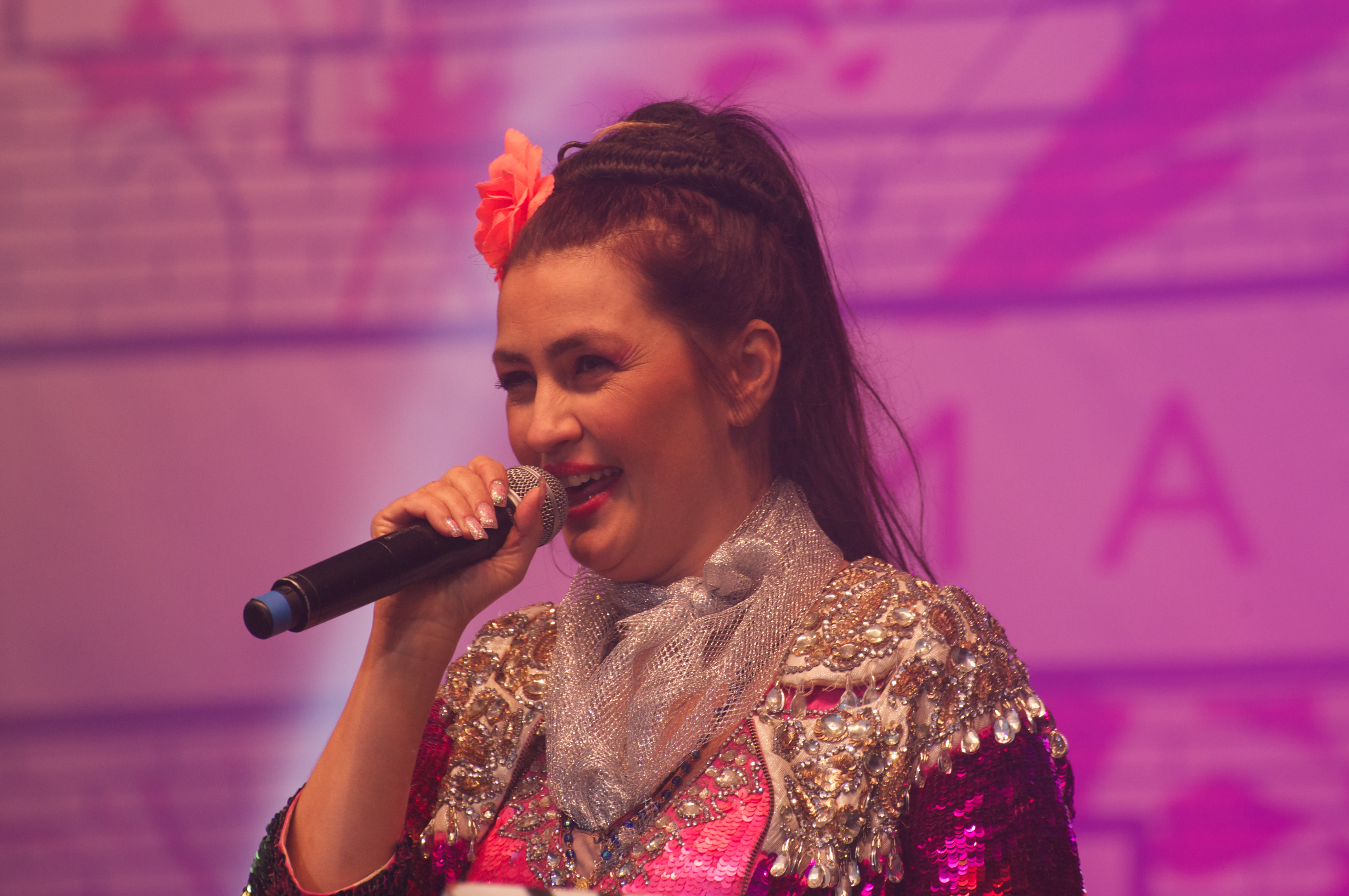
Rona Hartner in Paris, 2013

Rona Hartner (* 9. März 1973 in Bukarest; † 23. November 2023 in Toulon) war eine rumänische Schauspielerin, Sängerin, Komponistin und Texterin.

## Leben und Wirken
Rona Hartner wurde als Tochter eines Ingenieurs und einer Wirtschaftswissenschaftlerin geboren. Sie hatte väterlicherseits deutsche Vorfahren. Hartner besuchte die Deutsche Schule in Bukarest und studierte danach an der Universität Titu Maiorescu sowie an der National University of Theatre and Film “I.L. Caragiale” in Bukarest. 1996 gab ihr der französische Regisseur Tony Gatlif die Hauptrolle in dem Film Gadjo dilo – Geliebter Fremder, wofür sie 1997 den Bronzenen Leoparden (Special Performance Award) beim Internationalen Filmfestival von Locarno erhielt. Hartner wirkte zeitgleich in der französisch-rumänischen Koproduktion Asfalt-Tango unter der Regie von Nae Caranfil mit. 1997 ging sie nach Frankreich, wo sie in dem Thriller Nekro unter der Regie von Nicolas Masson mitspielte, und kehrte darauf in ihr Land zurück, um in Iulian Mihus Double Ecstasy die Hauptrolle zu übernehmen.
Hartner sprach Rumänisch, Englisch, Französisch, Deutsch, Spanisch, Italienisch und Romani und sang auch in diesen Sprachen.

## Persönliches
Der Präsident der Partei für Großrumänien, Corneliu Vadim Tudor, bezichtigte Rona Hartner zu Beginn des Jahres 1999 einer Liebesbeziehung mit dem Präsidenten Emil Constantinescu, woraufhin sie sich in Paris niederließ. Später heiratete sie den argentinischen Schauspieler Rocco Sedano, mit dem sie eine Tochter bekam. Im Jahr 2008 ließ sie sich von Sedano scheiden. 2019 heiratete sie den französischen Jazz- und Gospel-Musiker Herve Camilleri, trennte sich von ihm jedoch 2021.
Im Jahr 2019 wurden bei Hartner Dickdarm- und Lebertumoren (vermutlich Metastasen des Dickdarmkarzinoms) diagnostiziert. 2023 traten Metastasen in Lunge und Gehirn auf, denen sie schließlich erlag.

## Diskografie (Auswahl)

### Alben
- 2002: You’re More Than That (mit David Lynch) (CD, Maxi)[10]
- 2005: Boum Ba Clash (mit DJ Click) (CD, EP, Promo)[10]
- 2008: Nationalité Vagabonde
- 2011: Natura
- 2013: Boum Ba Clash, Vol. 2
- 2014: Gipsy Therapy (mit DJ Tagada)
- 2014: The Balkanik Gospel
- 2018: Sell Fish (mit DJ Tagada)
- 2021: Rosary Universal Unity (mit Herve Camilleri)
- 2021: Elektro Sky Gospel (mit Herve Camilleri)

### Songs
- 2005: Inel Inel de Aur (Bucovina Club Remix, mit Shantel und DJ Click)[10]

## Filmografie (Auswahl)

### Filme
- 1996: Asphalt Tango (Regie: Nae Caranfil)
- 1997: Gadjo Dilo (Regie: Tony Gatlif)
- 1997: Nekro (Regie: Nicolas Masson)
- 1999: Je suis né d’une cigogne (Regie: Tony Gatlif)
- 2000: Sauve-moi (Regie: Christian Vincent)
- 2001: Sexy Harem Ada Kaleh (Regie: Mircea Mureșan)
- 2002: Eine Affäre in Paris (Le Divorce) (Regie: Magna Tellman)
- 2003: Wolfzeit (Regie: Michael Haneke)
- 2003: Maria (Regie: Călin Peter Netzer)
- 2005: Travaux – Lavori in casa (Regie: Brigitte Roüan)
- 2011: Huhn mit Pflaumen (Poulet aux Prunes) (Regie: Marjane Satrapi)
- 2012: Ce qui reste (Regie: Sarah Lehu und Abdelmonem Chouayet)
- 2016: Nellys Abenteuer (Regie: Dominik Wessely)

### Serien
- 2016: Les Grands, als Barbara (Regie: Vianney Lebasque)